# Ophisops beddomei
Ophisops beddomei är en ödleart som beskrevs av Jerdon 1870. Ophisops beddomei ingår i släktet ormögonödlor, och familjen lacertider. Inga underarter finns listade i Catalogue of Life.
Arten förekommer i västra Indien. Honor lägger ägg.